# 安布拉河
59°07′19″N 25°33′06″E / 59.12205438°N 25.55179596°E

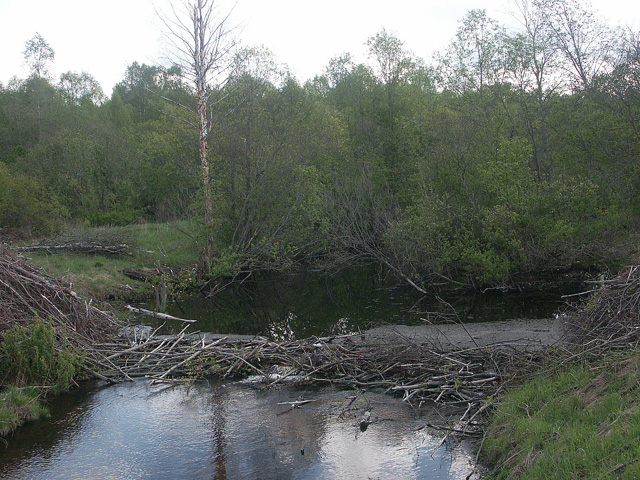

安布拉河，是愛沙尼亞的河流，屬於耶加拉河的右支流，河道全長31公里，流域面積242平方公里，是鱒魚的棲息地，河畔城鎮有安布拉。